# Czesław Żukowski
Czesław Żukowski (ur. 25 października 1969 w Białymstoku) – polski piłkarz i trener.

## Życiorys
Pierwszym klubem w karierze Żukowskiego był MZKS Wasilków, z którego piłkarz przeniósł się do Pogoni Łapy. W 1990 roku koszulkę zespołu z Łap zamienił na trykot olsztyńskiego Stomilu. Z drużyną tą awansował w 1994 roku do I ligi, w której przez ponad dwa lata rozegrał 46 spotkań. Ostatnim klubem w karierze Żukowskiego była Jagiellonia Białystok, w której występował w sezonie 1996/1997.
Był trenerem 3 ligowego Sokoła Ostróda, z którym wywalczył awans do 3 ligi i osiągnął 1/16 finału Pucharu Polski (przegrał dopiero z ekstraklasową Jagiellonią Białystok). Od 23 grudnia 2022 jest trenerem MKS Start Nidzica.